# Ashokia antiqua
Ashokia antiqua (лат.) — вид вымерших водных млекопитающих из семейства Protosirenidae отряда сирен. В отличие от современных сирен, представители этого семейства обладали развитыми конечностями и могли перемещаться по суше. Известны из среднего эоцена. Единственный вид рода Ashokia. Типовым и единственным образцом является K60/448, ископаемый череп молодой особи. Его местонахождением является Waghapadar, лютетский прибрежный аргиллит формации Harudi в штате Гуджарат (Индия).